# Понте деле Гулие
По̀нте дѐле Гу̀лие (на италиански: Ponte delle Guglie – Мост на шпиловете) е пешеходен мост във Венеция, разположен в сестиера Канареджо.
Той е единственият венециански мост, украсен с шпилове (обелиски), поставени по 2 от всяка страна, от което е взел името си.
На същото място е построен Понте ди Канареджо (Ponte di Cannaregio – Мост Канареджо) от дърво през 1285 година. Почти 3 века по-късно - през 1580 г., дървеният мост е заменен от настоящия мост от камък, както свидетелстват надписите на моста.
Каменният мост е реставриран през 1641 и 1677 г. Престроен е наново през 1823 г., като са добавени шпиловете, на които стълбове е наречен понастоящем. Последно е реставриран през 1987 г., когато е изградено трасе за придвижване на инвалиди, снабдено с метален парапет и стъпала, първоначално от асфалт, а сега от камък.
|  | Тази страница частично или изцяло представлява превод на страницата Ponte delle Guglie в Уикипедия на италиански. Оригиналният текст, както и този превод, са защитени от Лиценза „Криейтив Комънс – Признание – Споделяне на споделеното“, а за съдържание, създадено преди юни 2009 година – от Лиценза за свободна документация на ГНУ. Прегледайте историята на редакциите на оригиналната страница, както и на преводната страница, за да видите списъка на съавторите. ВАЖНО: Този шаблон се отнася единствено до авторските права върху съдържанието на статията. Добавянето му не отменя изискването да се посочват конкретни източници на твърденията, които да бъдат благонадеждни. |